# Воронин, Евгений Николаевич
Евгений Николаевич Воро́нин (1920 — 7 января 1950, аэропорт Кольцово, близ Свердловска) — советский спортсмен, игравший в хоккей с мячом, хоккей с шайбой и футбол.

## Биография
Начал играть в хоккей с мячом и футбол в Москве в 1936 году в заводской команде. С 1943 года играл в команде Московского авиатехнического училища, в 1945—1950 — в команде ВВС. В сезонах 1946/47 — 1949/50 играл за команду ВВС МВО по хоккею с шайбой.
Погиб 5 января 1950 года в авиакатастрофе под Свердловском в составе хоккейной команды ВВС.

## Достижения
Хоккей с шайбой
- Чемпионат СССР

 Серебряный призёр: 1949
Хоккей с мячом
- Финалист Кубка СССР: 1945